# Prix littéraires 1981
Liste des prix littéraires décernés au cours de l'année 1981 :

## Prix internationaux
- Prix Nobel de littérature : Elias Canetti  Royaume-Uni /  Turquie (né en Bulgarie, écrit en allemand)[1],[2]
- Grand prix de littérature du Conseil nordique : Snorri Hjartarson (Islande) pour Hauströkkrið yfir mér[3]
- Grand prix littéraire d'Afrique noire : Jean-Marie Adiaffi (Côte d'Ivoire) pour La Carte d'identité[4]
- Prix littéraire des Caraïbes : Bertène Juminer (France) pour Les héritiers de la prèsqu’île[5]
- Prix Casa de las Américas : Roger Toumson (France) pour Trois Calibans : Shakespeare, Renan, Césaire

## Allemagne
- prix Heinrich-Böll : Peter Weiss
- Prix Georg-Büchner :  Martin Walser

## Belgique
- Prix Victor-Rossel : François Weyergans pour Macaire le Copte[6]

## Canada
- Grand prix du livre de Montréal : Jean-Claude Lasserre pour Le Saint-Laurent : grande porte de l'Amérique
- Prix Athanase-David : Gilles Archambault
- Prix du Gouverneur général :
  - Catégorie « Romans et nouvelles de langue anglaise » : Mavis Gallant pour Home Truths: Selected Canadian Stories (Voix perdues dans la neige)
  - Catégorie « Romans et nouvelles de langue française » : Denys Chabot pour La Province lunaire
  - Catégorie « Poésie de langue anglaise » : Francis Reginald Scott pour The Collected Poems of F.R. Scott
  - Catégorie « Poésie de langue française » : Michel Beaulieu pour Visages
  - Catégorie « Théâtre de langue anglaise » : non décerné
  - Catégorie « Théâtre de langue française » : Marie Laberge pour C'était avant la guerre à l'anse à Gilles
  - Catégorie « Études et essais de langue anglaise » : George Calef pour Caribou and the Barren Lands
  - Catégorie « Études et essais de langue française » : Madeleine Ouellette-Michalska pour L'Échappée des discours de l'œil
- Prix Jean-Hamelin : Michel Tremblay pour Thérèse et Pierrette à l'école des Saints-Anges
- Prix Robert-Cliche : Robert Lalonde pour La belle épouvante

## Corée du Sud
- Prix de l'Association des poètes coréens : Park Je-chun pour 이경희
- Prix de littérature contemporaine (Hyundae Munhak) :
  - Catégorie « Poésie » : Kim Hye-suk pour 豫感의 새
  - Catégorie « Roman » : Kim Yongun pour 山行
  - Catégorie « Critique » : Kim Hyeon pour 평론집『문학과 유토피아
- Prix Kim Soo-young : Jeong Hui-seong pour 저문 강에 삽을 씻고
- Prix Woltan : Sin Dong-han et Kim Guk-tae
- Prix Yi Sang : Park Wansuh pour Les piquets de ma mère

## Espagne
- Prix Cervantes : Octavio Paz[7]
- Prix Prince des Asturies : José Hierro
- Prix Nadal : Carmen Gómez Ojea (es), pour Cantiga de aguero
- Prix Planeta : Cristóbal Zaragoza, pour Y Dios en la última playa
- Prix national de Narration : Gonzalo Torrente Ballester, pour La isla de los jacintos cortados
- Prix national de Poésie : Vicente Gaos, pour Última Thule
- Prix national d'Essai : José Luis Abellán (es), pour Historia crítica del pensamiento español: del Barroco a la Ilustración
- Prix national de Littérature infantile et juvénile : Alfonso Martínez-Mena (es), pour La tierra de nadie
- Prix Adonáis de Poésie : Miguel Velasco, Las berlinas del sueño
- Prix Anagrama : Juan García Ponce (es) (1932-2003, Mexique), pour La errancia sin fin: Musil, Borges, Klossowski
- Prix de la nouvelle courte Casino Mieres : Andrés Quintanilla Buey, pour La Escalera en el Aire
- Prix d'honneur des lettres catalanes : Josep Maria de Casacuberta (philologue et éditeur)
- Journée des lettres galiciennes : Vicente Risco
- Prix de la critique Serra d'Or :
  - Jordi Llovet i Pomar (ca) et Àlex Susanna i Nadal (ca), pour l'édition de l'œuvre étrangère Monsieur Teste, de Paul Valéry.
  - Quim Monzó, pour Olivetti, Moulinex, Chaffoteaux et Maury (ca), recueil de nouvelles.
  - Josep Lozano i Lerma, pour Crim de germania, roman.
  - Josep Maria Llompart de la Peña, pour Mandràgola, recueil de poésie.
  - Mercè Rodoreda, pour Viatges i flors, prose.
  - Alfred Badia i Gabarró (ca), pour la traduction du recueil de poésie Sonets a Orfeu, de Rainer Maria Rilke.

## États-Unis
- National Book Award : 
  - Catégorie « Fiction » : Wright Morris pour Plains Song
  - Catégorie « Essais - Autobiographie et Biographie » : Justin Kaplan pour Walt Whitman: A Life
  - Catégorie « Essais - Histoire » : John Boswell pour Christianity, Social Tolerance and Homosexuality (Christianisme, tolérance sociale et homosexualité)
  - Catégorie « Essais - Ouvrages généraux » : Maxine Hong Kingston pour China Men (Les Hommes de Chine)
  - Catégorie « Essais - Sciences » : Stephen Jay Gould pour The Panda's Thumb (Le Pouce du panda)
  - Catégorie « Poésie » : Lisel Mueller pour The Need to Hold Still: Poems
- Prix Hugo :
  - Prix Hugo du meilleur roman : La Reine des neiges (The Snow Queen) par Joan D. Vinge
  - Prix Hugo du meilleur roman court : Lost Dorsai par Gordon R. Dickson
  - Prix Hugo de la meilleure nouvelle longue : La Résistance (The Cloak and the Staff) par Gordon R. Dickson
  - Prix Hugo de la meilleure nouvelle courte : La Grotte du cerf qui danse par Clifford D. Simak
- Prix Locus :
  - Prix Locus du meilleur roman de science-fiction : La Reine des neiges (The Snow Queen) par Joan D. Vinge
  - Prix Locus du meilleur roman de fantasy : Le Château de Lord Valentin (Lord Valentine's Castle) par Robert Silverberg
  - Prix Locus du meilleur premier roman : L'Œuf du Dragon (Dragon's Egg) par Robert L. Forward
  - Prix Locus du meilleur roman court : Le Volcryn (Nightflyers) par George R. R. Martin
  - Prix Locus de la meilleure nouvelle longue : Le Brave Petit Grille-pain (The Brave Little Toaster) par Thomas M. Disch
  - Prix Locus de la meilleure nouvelle courte : La Grotte des cerfs qui dansent (Grotto of the Dancing Deer) par Clifford D. Simak
  - Prix Locus du meilleur recueil de nouvelles : Les Mannequins (The Barbie Murders) par John Varley
- Prix Nebula :
  - Prix Nebula du meilleur roman : La Griffe du demi-dieu (The Claw of the Conciliator) par Gene Wolfe
  - Prix Nebula du meilleur roman court : Le Jeu de Saturne (The Saturn Game) par Poul Anderson
  - Prix Nebula de la meilleure nouvelle longue : Retour à la vie (The Quickening) par Michael Bishop
  - Prix Nebula de la meilleure nouvelle courte : La Flûte d'os (The Bone Flute) par Lisa Tuttle
- Prix Pulitzer :
  - Catégorie « Fiction » : John Kennedy Toole pour A Confederacy of Dunces (La Conjuration des imbéciles)
  - Catégorie « Biographie et Autobiographie » : Robert K. Massie pour Peter the Great: His Life and World 
  - Catégorie « Essai » : Carl E. Schorske pour Fin-de-Siècle Vienna: Politics and Culture
  - Catégorie « Histoire » : Lawrence A. Cremin pour American Education: The National Experience, 1783-1876 (Éducation américaine. L'Expérience nationale (1783-1876))
  - Catégorie « Poésie » : James Schuyler pour The Morning of the Poem
  - Catégorie « Théâtre » : Beth Henley pour Crimes of the Heart (Crimes du cœur)

## Finlande
- Prix Aleksis-Kivi : Eila Kivikk'aho
- Prix Kalevi-Jäntti : Annika Idström pour Sinitaivas
- Prix Eino-Leino : Väinö Kirstinä
- Prix national de littérature : Veikko Huovinen pour Koirankynnen leikkaaja, Pentti Holappa pour Pitkiä sanoja, Hannu Mäkelä pour Ikäänkuin ihminen, Pentti Saarikoski pour Tanssiinkutsu, Asiaa tai ei, Ilpo Tiihonen pour Arjen Armada, Aale Tynni pour Edda, Mauri Kunnas pour Koiramäen talossa, Björn Kurtén pour 63 förstenade hjärtan
- Prix littéraire de la ville de Tampere : Olli Jalonen pour Ilo ja häpeä, Kalle Päätalo pour Tuiskussa ja tuulessa, Hannu Salama pour Pasi Harvalan tarina
- Prix Tollander : Solveig von Schoultz
- Prix Rudolf-Koivu : Camilla Mickwitz pour Emilia-kirjat
- Prix Topelius : Hellevi Salminen pour Aikalisä
- Prix Mikael-Agricola : Oili Suominen
- Médaille Anni-Swan : non décerné
- Prix d'écriture Juhana-Heikki-Erkko : Heikki Reivilä et Satu Salminiitty
- Prix Juhana-Heikki-Erkko : Anja Kauranen pour Sonja O. kävi täällä
- Médaille Kiitos kirjasta : Orvokki Autio pour Viistotaival
- Prix Arvid-Lydecken : Kaija Pakkanen
- Prix Kaarle : Martti Joenpolvi
- Prix Pehr-Evind-Svinhufvud : Veli Virkkunen pour Svinhufvud. Kansallinen presidentti
- Prix du grand club du livre finlandais : non décerné
- Prix Pirkanmaan-Plättä : Anni Polva pour Tiina saa suukon
- Prix Väinö Linna : non décerné
- Prix Pääskynen : Toini Havu

## France
- Prix Goncourt : Anne Marie de Lucien Bodard.
- Prix Médicis : L'Enfant d'Édouard de François-Olivier Rousseau
  - Prix Médicis étranger :Le Jour de la comtesse de David Shahar
- Prix Femina : Le Grand Vizir de la nuit de Catherine Hermary-Vieille.
- Prix Renaudot : La Nuit du décret de Michel Del Castillo (Le Seuil)
- Prix Interallié : Chemin de la Lanterne de Louis Nucéra
- Grand prix de littérature de l'Académie française : Jacques Laurent
- Grand prix du roman de l'Académie française : Moi, Antoine de Tounens, roi de Patagonie de Jean Raspail (Albin Michel)
- Prix des Deux Magots : Sol invictus de Raymond Abellio
- Prix France Culture : Boucles et Nœuds et La Destinée de Jean Simon Castor de Gilbert Lascault
- Prix du Livre Inter : Les Demoiselles de Beaumoreau de Marguerite Gurgand
- Prix des libraires : Le Garçon sur la colline de Claude Brami
- Prix du Quai des Orfèvres : Michel Dansel pour De la part de Barbara
- Prix mondial Cino-Del-Duca : Ernst Jünger pour l'ensemble de son œuvre

## Italie
- Prix Strega : Umberto Eco, Il nome della rosa (Le Nom de la rose) (Bompiani)
- Prix Bagutta : Pietro Citati, Breve vita di Katherine Mansfield, (Rizzoli)
- Prix Campiello : Gesualdo Bufalino, Diceria dell'untore
- Prix Napoli : Fabrizia Ramondino, Althenopis, (Einaudi)
- Prix Stresa : Virginia Galante Garrone, Se mai torni, (Garzanti)
- Prix Viareggio : Enzo Siciliano, La principessa e l'antiquario

## Monaco
- Prix Prince-Pierre-de-Monaco : Jean-Louis Curtis[8]

## Royaume-Uni
- Prix Booker : Salman Rushdie pour Midnight's Children (Les Enfants de minuit)
- Prix James Tait Black :
  - Fiction : Salman Rushdie pour Midnight's Children (Les Enfants de minuit) et Paul Theroux pour The Mosquito Coast (Le royaume des moustiques)
  - Biographie : Victoria Glendinning pour Edith Sitwell: Unicorn Among Lions
- Prix WH Smith : Isabel Colegate pour The Shooting Party (La Partie de chasse)
- Prix John-Llewellyn-Rhys : The Laird of Abbotsford d’A. N. Wilson (en)
- Médaille Carnegie : Robert Westall pour The Scarecrows
- Prix Rose-Mary-Crawshay : Helen Peters pour son édition de Paradoxes and Problems de John Donne
- Prix Somerset-Maugham : Julian Barnes pour Metroland[9]